# Tapaculo-de-brasília
O tapaculo-de-brasília (Scytalopus novacapitalis) é uma espécie de ave passeriforme da família Rihnocryptidae encontrado nas regiões do Distrito Federal, Formosa e sudoeste de Minas Gerais. Foi descrita por Helmut Sick a partir de indivíduos coletados em Brasília, no Distrito Federal.

## A descoberta e a sobrevivência da espécie
A espécie foi descoberta em Brasília, em 1958, durante a construção da capital.  Foi descrita por Helmut Sick, ornitólogo e naturalista alemão naturalizado no Brasil. Ele é considerado o maior ornitólogo brasileiro, catalogou mais de 3000 exemplares de aves.
Nomeou-se a espécie de tapaculo-de-brasília, mas ele também chamado de macuquinho-de-brasília e seu nome, em inglês, é Brasilia tapaculo. Seu nome científico é Scytalopus novacapitalis, e foi dado em homenagem à nova Capital do Brasil.
O tapaculo-de-brasília sempre foi considerada uma espécie rara, embora a família Rhinocryptidae seja endêmica no Brasil. Atualmente se encontra em perigo de extinção por causa da destruição de habitat. Nos anos 1980, 68 indivíduos foram registrados em todo Distrito Federal. Nos anos de 2010 e 2011, Luane Reis dos Santos, aluna do programa de doutorado em Ecologia, do Instituto de Ciências Biológicas (IB), percorreu os pontos onde a ave tem alta probabilidade de ocorrer e, até o início de Agosto de 2011 havia encontrado apenas dois indivíduos - um nas proximidades do Parque Nacional, outro perto da Reserva Ecológica do Instituto Brasileiro de Geografia e Estatística (IBGE). As razões para o desaparecimento da espécie envolvem a degradação do ambiente natural. A doutoranda Luane informou: “Sabemos que ele existe em unidades de conservação, mas em áreas que não foram preservadas isso não acontece”.
Em 2017, o fotógrafo de aves Jonatas Rocha conseguiu fazer 67 registros do tapaculo-de-brasília em Brasília, e 240 no município de São Roque de Minas, no Triângulo Mineiro.

## Características físicas

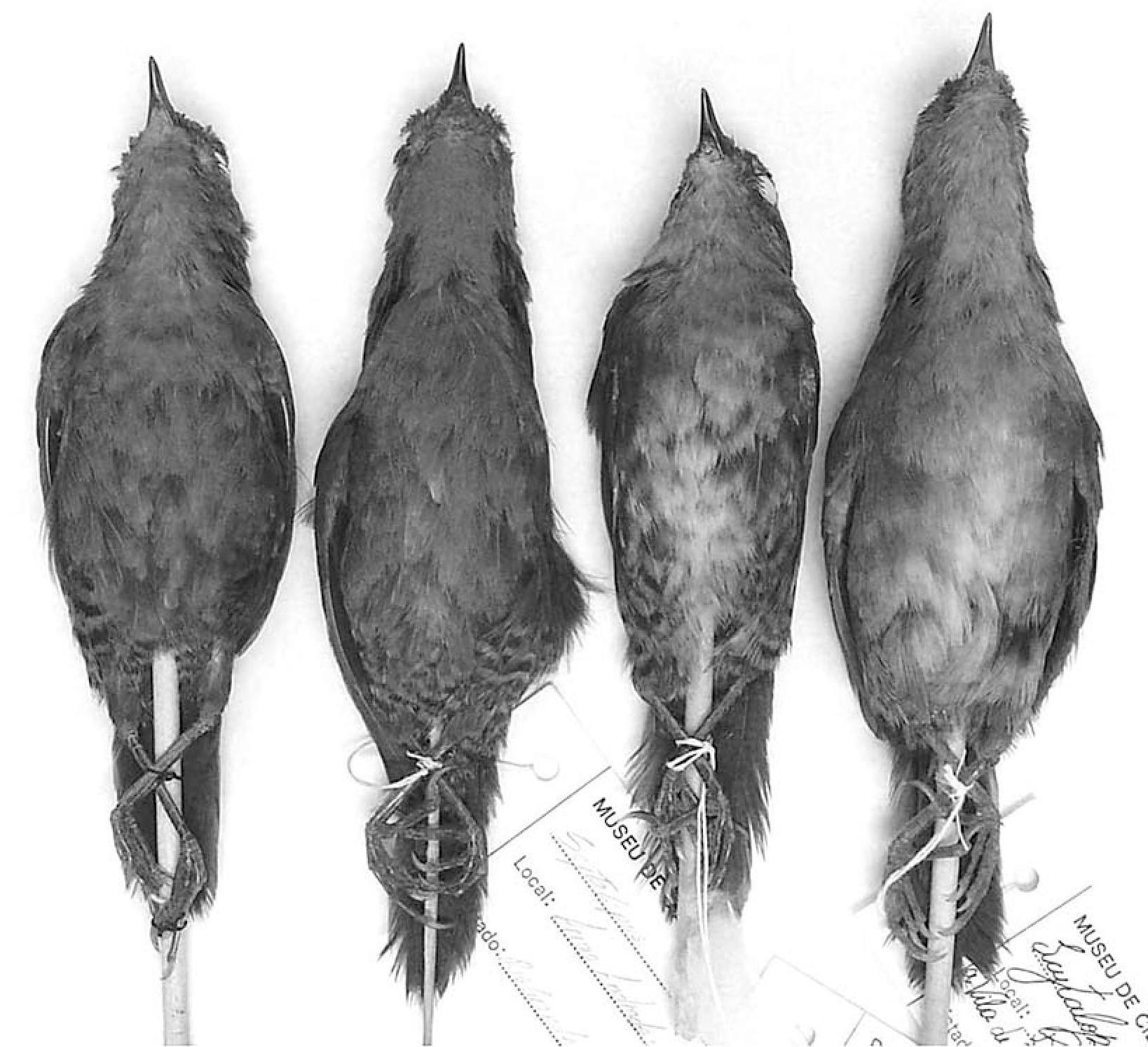
Comparação entre machos adultos de espécies do gênero Scytalopus. Da esquerda para a direita: S. diamantinensis, S. pachecoi, S. sp. nov. e S. novacapitalis

As aves dessa espécie possuem cerca de 11 cm de comprimento, e pesam em torno de 18,9g. Suas partes superiores são de coloração cinzento-escuras e suas partes inferiores cinzento-claras. Possuem bico curto escuro provido de uma “tampa” sobre a narina (opérculo nasal) e mandíbula um pouco mais clara. As pernas são claras, marrom-amareladas ou rosadas (não pardo-escuras como outra espécie do mesmo gênero, o Scvtalopus speluncae). As caudas são pequenas e levantadas e, segundo Helmut Sick, em seu clássico livro Ornitologia Brasileira, a cauda aponta para o céu a qualquer excitação. Em termos de canto, este lembra o do Scvtalopus speluncaede, possuindo, contudo, um ritmo bem menos apressado. O canto, em realidade, mais parece um piado intermitente, quase metálico, atento, sendo que as fêmeas têm um canto mais veemente.
Os indivíduos desta espécie raramente voam (algumas variedades quase perderam capacidade de voar), mas correm com muita rapidez e escondem-se ao menor sinal de perigo. Por seu pequeno tamanho e sua coloração cinza escuro, a ave é de difícil detecção, quase imperceptível no meio da vegetação.

## Habitat e hábitos
Os indivíduos da espécie habitam florestas de galeria, mais especificamente sub-bosques. Ocasionalmente, ocupam áreas de florestas secundárias, próximas a cursos de água. São encontrados no nível do solo, entre a folhagem e vegetação densa, especialmente quando rica em samambaia (Blechnum brasiliense) e palmito-juçara (Euterpe edulis). Por este hábito rasteiro de habitar a vegetação ripária do Cerrado a espécie ocupa o nicho ecológico de pequenos roedores. Só se encontra a espécie nas árvores quando ela precisou fugir de algum perigo.

## Distribuição Geográfica
A espécie é geograficamente restrita e ocorre no Distrito Federal, Formosa e sudoeste de Minas Gerais. Mais recentemente foi registrada na Serra da Canastra, em Minas Gerais.